# Đinh Thế Huynh
Đinh Thế Huynh (sinh ngày 15 tháng 5 năm 1953) là quân nhân, nhà báo và chính trị gia người Việt Nam. Ông nguyên là Đại biểu Quốc hội Việt Nam khóa XIV nhiệm kì 2016–2021, thuộc Đoàn Đại biểu Quốc hội thành phố Đà Nẵng. Ông từng là Chủ tịch Hội Nhà báo Việt Nam (2005–2012), Đại biểu Quốc hội Việt Nam khóa XI (2002–2007) tỉnh Hà Giang, XII (2007–2011) tỉnh Tuyên Quang, XIII (2011–2016) tỉnh Hòa Bình. Trong Đảng Cộng sản Việt Nam, ông nguyên là Ủy viên Bộ Chính trị khóa XI, XII, nguyên Thường trực Ban Bí thư, nguyên Trưởng ban Tuyên giáo Trung ương.

## Thân thế và giáo dục
Ông sinh ngày 15 tháng 5 năm 1953 tại xã Xuân Kiên, huyện Xuân Trường, tỉnh Nam Định. Ông hiện cư trú ở Số 17, ngõ 102 Khương Trung, quận Thanh Xuân, thành phố Hà Nội.
Đinh Thế Huynh có bằng Phó tiến sĩ ngành báo chí (tại Đại học Quốc gia Moskva, Moskva, Liên Xô cũ), cao cấp lý luận chính trị.

## Sự nghiệp
Tháng 8 năm 1971, ông tham gia quân đội, công tác tại sư đoàn 325. Mùa hè năm 1972, ông tham gia chiến trường Quảng Trị. Ông gia nhập Đảng Nhân dân Cách mạng Việt Nam vào ngày 8 tháng 8 năm 1974. Năm 1998, ông được cử làm Phó Tổng Biên tập báo Nhân dân, cơ quan ngôn luận của Đảng Cộng sản Việt Nam.
Tháng 4 năm 2001, ông được bầu làm Ủy viên Ban Chấp hành Trung ương Đảng khóa IX. Tháng 6 cùng năm, ông được chỉ định giữ chức Tổng Biên tập báo Nhân dân, thay nhà báo Hồng Vinh.
Tháng 8 năm 2005, tại Đại hội Nhà báo Việt Nam lần thứ VIII, ông được bầu làm Chủ tịch Hội Nhà báo Việt Nam.
Tháng 4 năm 2006, ông tái đắc cử Ủy viên Ban Chấp hành Trung ương Đảng khóa X. Tháng 8 năm 2010, tại Đại hội Nhà báo Việt Nam lần thứ IX, ông tái đắc cử chức vụ Chủ tịch Hội Nhà báo Việt Nam.
Tháng 1 năm 2011 tại Đại hội Đảng Cộng sản Việt Nam XI, ông được bầu lại vào Ban Chấp hành Trung ương Đảng, được Trung ương bầu vào Bộ Chính trị. Tháng 2 năm 2011 ông được Bộ Chính trị phân công tham gia Ban Bí thư Trung ương và được cử làm Trưởng ban Tuyên giáo Trung ương kiêm Chủ tịch Hội đồng lý luận Trung ương.
Tháng 1 năm 2016 tại Đại hội Đảng Cộng sản Việt Nam XII, ông được bầu lại vào Ban Chấp hành Trung ương Đảng, được Ban Chấp hành Trung ương bầu vào Bộ Chính trị. Tháng 2 năm 2016 được Bộ Chính trị phân công giữ chức Thường trực Ban Bí thư Trung ương Đảng Cộng sản Việt Nam.
Từ ngày 1 tháng 8 năm 2017, Bộ Chính trị quyết định phân công ông Trần Quốc Vượng, Chủ nhiệm Ủy ban Kiểm tra Trung ương, giữ chức Thường trực Ban Bí thư trong thời gian ông điều trị bệnh.
Ngày 2 tháng 3 năm 2018, Bộ Chính trị đã họp dưới sự chủ trì của Tổng Bí thư Nguyễn Phú Trọng để cho ý kiến về công tác cán bộ. Bộ Chính trị quyết định cho ông thôi giữ chức Thường trực Ban Bí thư và Chủ tịch Hội đồng Lý luận Trung ương nhiệm kỳ 2016–2021 để tiếp tục điều trị bệnh. Sau Đại hội XIII, ông chính thức nghỉ hưu vào tháng 2 năm 2021. Tuy nhiên, ông Huynh đã vắng mặt trước báo chí, truyền thông và ở ẩn để chữa bệnh kể từ năm 2018. Báo chí sau này cũng không còn nhắc gì đến ông.
Tháng 1 năm 2025, Đinh Thế Huynh được Nhà nước Việt Nam trao tặng Huân chương Hồ Chí Minh.

## Đại biểu Quốc hội Việt Nam khóa XIV thành phố Đà Nẵng
Ông trúng cử đại biểu Quốc hội Việt Nam khóa XIV nhiệm kì 2016–2021 vào ngày 22 tháng 5 năm 2016 ở đơn vị bầu cử số 1, thành phố Đà Nẵng gồm có các quận: Hải Châu, Thanh Khê và Cẩm Lệ, được 292.667 phiếu, đạt tỷ lệ 85,71% số phiếu hợp lệ.
Sáng ngày 5 tháng 8 năm 2016, ông đã có hội nghị tiếp xúc cử tri huyện Hòa Vang (dù ông không đại diện cho huyện này) để báo cáo kết quả kỳ họp thứ nhất, Quốc hội khóa XIV. Ông hứa là ngay sau khi kết thúc buổi tiếp xúc, ông sẽ đi thực tế cơ sở về vấn đề ô nhiễm môi trường ở xã Hòa Nhơn, huyện Hòa Vang.
Tính đến ngày 19 tháng 5 năm 2018, Đinh Thế Huynh đã hai năm không tham gia các hoạt động của Quốc hội. Tuy nhiên, ông không bị Ủy ban thường vụ Quốc hội Việt Nam khóa 14 cho thôi nhiệm vụ đại biểu vì theo giải thích của ông Nguyễn Hạnh Phúc (Tổng thư ký Quốc hội Việt Nam khóa 14, ủy viên Ủy ban thường vụ Quốc hội khóa 14, ủy viên Đảng đoàn Quốc hội) thì "Ông Đinh Thế Huynh là cán bộ thuộc Bộ Chính trị quản lý, khi nào cơ quan có thẩm quyền quản lý cán bộ có ý kiến thì Ủy ban Thường vụ Quốc hội sẽ tiến hành xem xét." Hiện tại, cháu nội ông Đinh Thế Huynh đang công tác tại Viện kiểm sát nhân dân tối cao.

## Khen thưởng
- Huân chương Hồ Chí Minh: 2025[8]